# 陈卫忠
陈卫忠 (1968年—)，中国科学院武汉岩土力学研究所特聘研究员、中国教育部长江学者特聘教授，主要从事地下工程稳定性及控制方面的研究，曾获得中国国家科技进步奖。

## 社会兼职
担任《岩石力学与工程学报》、《岩土工程学报》、《岩土力学》、《山东大学学报（工学版）》等期刊编委。